# Cyrtochilum aurantiacum
Cyrtochilum aurantiacum är en orkidéart som först beskrevs av Günter Gerlach och T.Franke, och fick sitt nu gällande namn av Stig Dalström. Cyrtochilum aurantiacum ingår i släktet Cyrtochilum, och familjen orkidéer.
Artens utbredningsområde är Bolivia. Inga underarter finns listade i Catalogue of Life.